# Eerikki Viljanen
Eerikki Viljanen, född 21 april 1975 i Vichtis, är en finländsk politiker (Centern). Han är ledamot av Finlands riksdag sedan 2015. Viljanen har varit verksam som lantbruksföretagare.
Viljanen blev invald i riksdagen i riksdagsvalet 2015 med 2 902 röster från Nylands valkrets.